# Nicola Kuhn
Nicola Kuhn, né le 20 mars 2000 à Innsbruck, est un joueur de tennis espagnol et allemand, professionnel depuis 2015.

## Biographie
Né d'un père allemand et d'une mère russe, Nicola Kuhn décide en avril 2016 de défendre les couleurs de l'Espagne, pays où il vit depuis qu'il a trois mois, après avoir porté celles de l'Allemagne entre 2014 et 2016. En octobre 2021, il décide de jouer à nouveau sous la nationalité allemande.
Il vit à Torrevieja (province d'Alicante) et s'entraîne à l'Academia Equelite de Juan Carlos Ferrero à Villena.

## Carrière
Nicola Kuhn parvient en finale du tournoi junior de Roland-Garros en 2017. Associé au Hongrois Zsombor Piros, il remporte également le tournoi junior du double.
Le 15 juillet 2017, il remporte son premier tournoi Challenger à Brunswick, ce qui lui permet de se placer parmi les 250 premiers au classement de l'ATP. Il remporte un second titre Challenger en juillet 2019 à Ségovie.

## Parcours dans les tournois duGrand Chelem

### En simple
| Année | Open d'Australie | Open d'Australie | Internationaux de France | Internationaux de France | Wimbledon       | Wimbledon         | US Open | US Open |
| ----- | ---------------- | ---------------- | ------------------------ | ------------------------ | --------------- | ----------------- | ------- | ------- |
| 2022  | —                | —                | —                        | —                        | 1er tour (1/64) | Brandon Nakashima |         |         |

N.B. : à droite du résultat se trouve le nom de l'ultime adversaire.

## Parcours dans lesMasters 1000
| Année | Indian Wells | Miami              | Monte-Carlo | Madrid | Rome | Canada | Cincinnati | Shanghai | Paris |
| ----- | ------------ | ------------------ | ----------- | ------ | ---- | ------ | ---------- | -------- | ----- |
| 2018  | —            | 2e tour F. Fognini | —           | —      | —    | —      | —          | —        | —     |
| 2019  | —            | 1er tour M. Zverev | —           | —      | —    | —      | —          | —        | —     |

N.B. : sous le résultat se trouve le nom de l’ultime adversaire.